# Betteville
Betteville település Franciaországban, Seine-Maritime megyében. Lakosainak száma 561 fő (2018. január 1.). Betteville Blacqueville, Carville-la-Folletière, La Folletière, Sainte-Marguerite-sur-Duclair, Saint-Wandrille-Rançon és Rives-en-Seine községekkel határos.

## Népesség
A település népességének változása:
| Lakosok száma | 367  | 349  | 337  | 337  | 437  | 518  | 567  | 560  | 557  | 561  |
|               | 1962 | 1968 | 1975 | 1982 | 1990 | 2008 | 2013 | 2015 | 2017 | 2018 |